# Biblioteca Nacional do Chile
A Biblioteca Nacional do Chile é uma das Instituições mais antigas da América Latina.
No dia 19 de agosto de 1813 foi publicado no periódico oficial da época, El monitor Araucano, pela junta dos membros do governo a proclamação da fundação da Biblioteca Nacional. A partir dessa proclamação, começaram a receber grande números de obras, que constituiu seu quadro do universo intelectual e cultural.
Dentre as obras existentes na Biblioteca, destacam-se as históricas, científicas e religiosas.
Em 1818, foi nomeado por Bernardo O'Higgins o primeiro diretor da Biblioteca, sendo este Manuel de Salas, colocando em sua responsabilidade  a organização e o aumento dos fundos bibliográficos. Após alguns anos ,mas precisamente no dia 27 de abril de 1822, foi nomeado o segundo diretor Fray Camilo Henríquez, que foi o fundador do primeiro periódico nacional Aurora de Chile.
O primeiro catálogo impresso da Biblioteca Nacional foi criado em 1854 e em 1861 foi criado a seção de manuscritos. No mesmo ano, 1861, houve um aumento de seu patrimônio bibliográfico, após adquirir a biblioteca do historiador Benjamín Vicunã Mackenna.